# A Haunting in Venice
A Haunting in Venice (titulada: Misterio en Venecia en España y Cacería en Venecia en Hispanoamérica) es una película de suspense sobrenatural estadounidense de 2023 dirigida por Kenneth Branagh, basada en parte en la novela Las manzanas (título original en inglés: Hallowe'en Party), de Agatha Christie. La película es una secuela de Murder on the Orient Express (2017) y Muerte en el Nilo (2022). Branagh repite su papel de Hércules Poirot.
La película se estrenó en cines en los Estados Unidos y en otros países el 15 de septiembre de 2023. Recibió críticas mayoritariamente positivas de la prensa especializada por su diseño de producción, sus actuaciones y la dirección de Branagh, y recaudó cerca de 122 millones de dólares en todo el mundo.

## Sinopsis
«En la víspera de Halloween en la Venecia de posguerra, Poirot, ahora retirado, asiste a regañadientes a una sesión de espiritismo en un palacio de la ciudad de Venecia, cuando uno de los invitados es asesinado, por lo que depende del detective descubrir una vez más al asesino».

## Elenco
- Kenneth Branagh como Hércules Poirot
- Kyle Allen como Maxime Gerard
- Camille Cottin como Olga Seminoff
- Jamie Dornan como el Dr. Leslie Ferrier[10]
- Tina Fey como Ariadne Oliver
- Jude Hill como Leopold Ferrier
- Ali Khan como Nicholas Holland
- Emma Laird como Desdémona Holland
- Kelly Reilly como Rowena Drake
- Riccardo Scamarcio como Vitale Portfoglio
- Michelle Yeoh como Joyce Reynolds
- Rowan Robinson como Alicia Drake la hija de Rowena
- Amir El-Masry como Alessandro Longo
- Vanessa Ifediora como la hermana María Felicitas

## Producción
El presidente de la productora estadounidense 20th Century Studios, Steve Asbell, reveló en marzo de 2022 que Michael Green había escrito un guion para una tercera película de Hercule Poirot, con Kenneth Branagh nuevamente como director y protagonista del filme. La película mostrara una historia de Poirot mucho menos conocida como la base de la trama. La película fue confirmada en octubre de 2022, con Jamie Dornan, Tina Fey, Jude Hill, Kelly Reilly y Michelle Yeoh como parte del elenco de protagonistas.
La filmación comenzó el 31 de octubre de 2022 y la producción tuvo lugar entre los estudios Pinewood Studios, en Iver Heath, Buckinghamshire (Reino Unido), y Venecia.
En abril de 2023, se mostró el primer avance de la película junto con los nombres de varios personajes y los miembros del elenco que los interpretarían. Branagh describió la película como un «thriller sobrenatural», en lugar de una película de terror en toda regla. La película está basada muy vagamente en la novela Las manzanas de Agatha Christie de 1969. En una entrevista, James Prichard, bisnieto de la escritora, dijo que «Habiendo hecho dos adaptaciones clásicas de títulos muy famosos, [el guionista] sintió que sería divertido e interesante para el público hacer algo diferente. Quería usar el tono de Las manzanas y crear una película con una sensación diferente».

### Localizaciones
Para el palacio embrujado se construyó un decorado cinematográfico en los estudios Pinewood, en el entorno inmediato del palacio, así como en todos los interiores. Como inspiración se utilizaron varios palacios reales, como el Palacio Ducal, el Hotel Ca' Sagredo y el Palazzo Pisani Gritti, también un hotel. El piso noble (o bel étage) del edificio tiene un fresco inspirado en «Las bodas de Psique», una pintura del artista prerrafaelita Edward Burne-Jones. El decorado del exterior del palacio se inspiró en la plaza veneciana Campo San Boldo. De hecho, algunas escenas nocturnas se rodaron en ese lugar.
En la ciudad inglesa de Reading se construyó otro modelo del palacio, a escala 1/3, que se utilizó para representar escenas en las que el agua salpicaba contra el palacio.
La casa de Poirot constaba de varias localizaciones. La terraza de la azotea, que se puede ver al principio y al final de la película, forma parte del Conservatorio de Venecia. El jardín pertenece al Palazzo Malipiero. Este último palacio se encuentra en el Campo San Samuele. Además del jardín del palacio, en la película se pueden ver otros exteriores, como por ejemplo en la escena en la que Poirot intenta escapar de la multitud de clientes potenciales que esperan en la puerta de su casa.
La isla de San Giorgio Maggiore se utilizó para una escena de mercado. El Campiello dei Miracoli y el Campo Santa Maria Nova se utilizaron para la escena en la que Ariadne Oliver intenta convencer a Poirot para que participe en una sesión espiritista. La Piazza San Marco se puede ver al principio de la película, al igual que la campana superior y las figuras de la Torre del Reloj de San Marcos, también en la plaza.
En la película se utilizó el Gran Canal, así como algunos de los canales más pequeños, como el rio dei Mendicanti y el rio del Pestrin. Poirot cruza el puente de hierro, Ponte dei Conzafelzi, en este último canal.

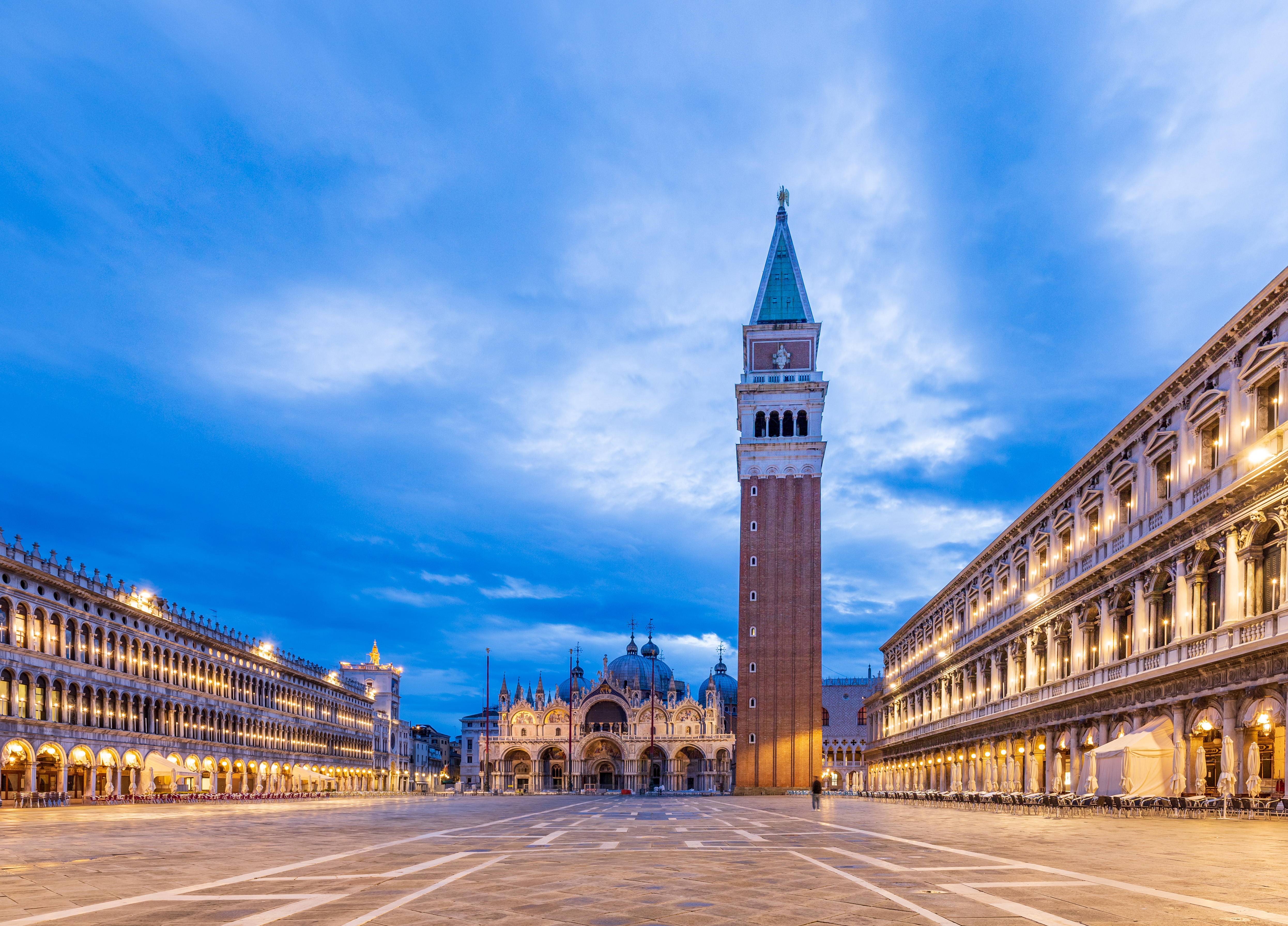
Plaza de San Marcos con la basílica al fondo
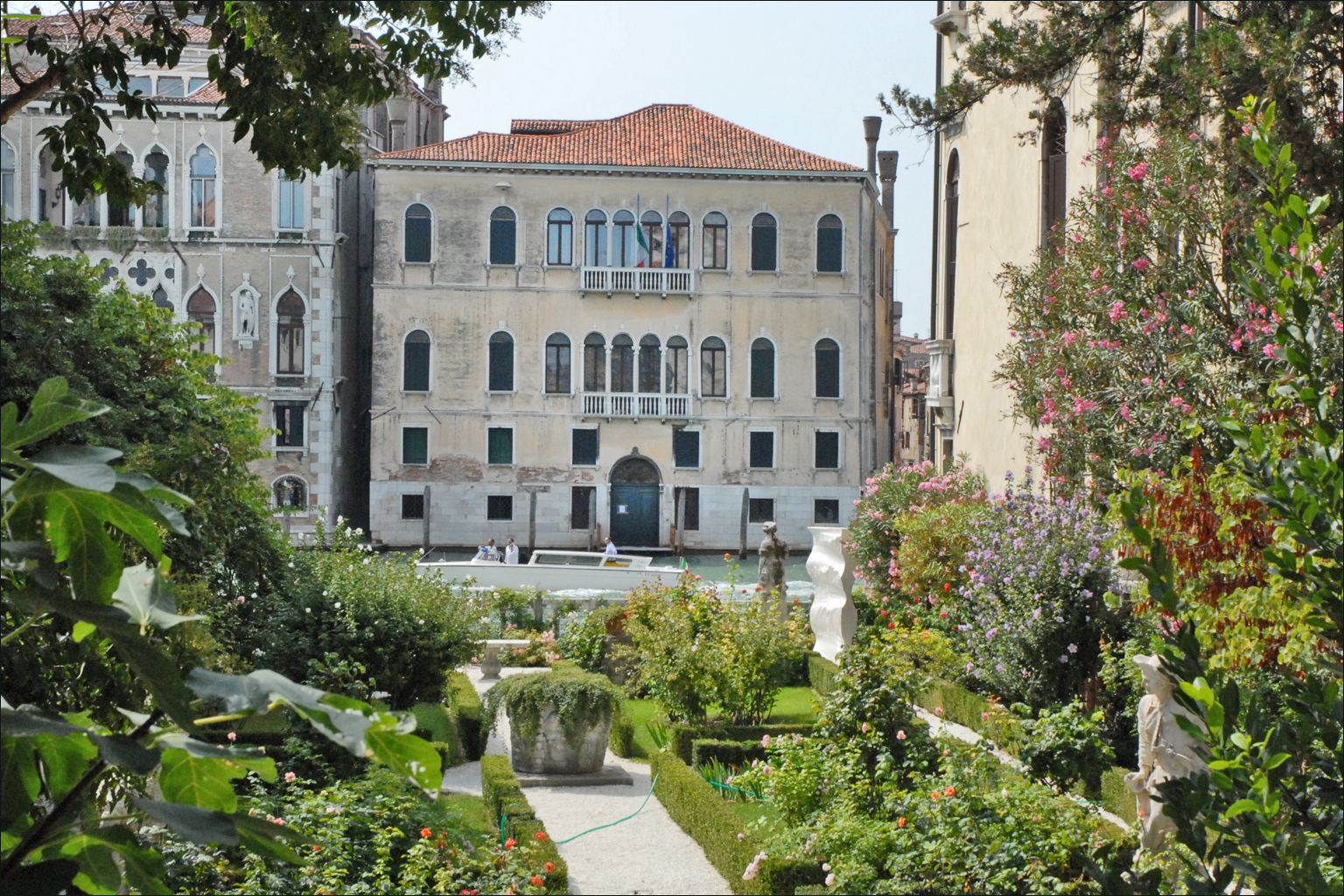
Jardín del Palacio Malipiero y el Gran Canal
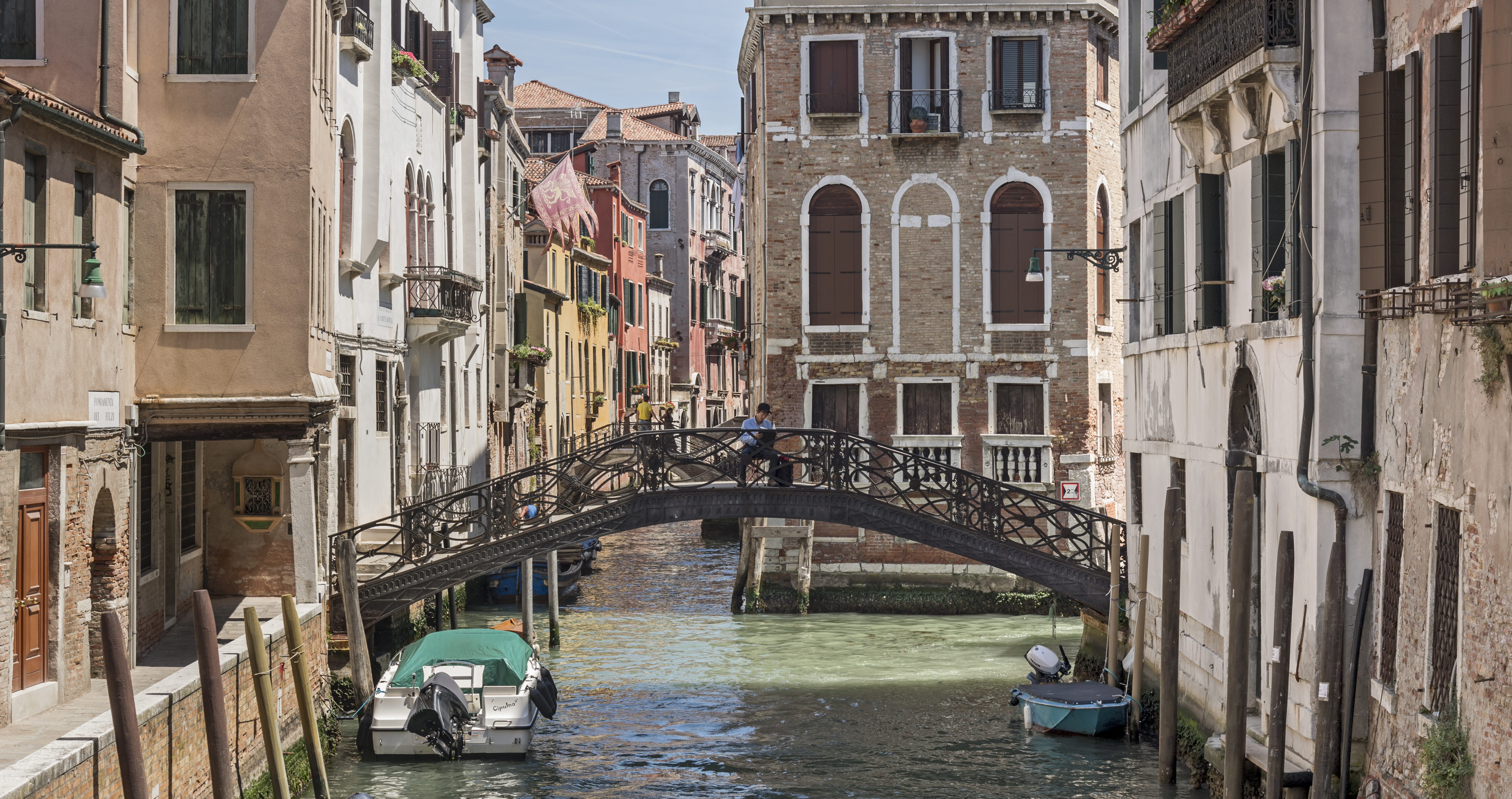
Ponte dei Conzafelzi
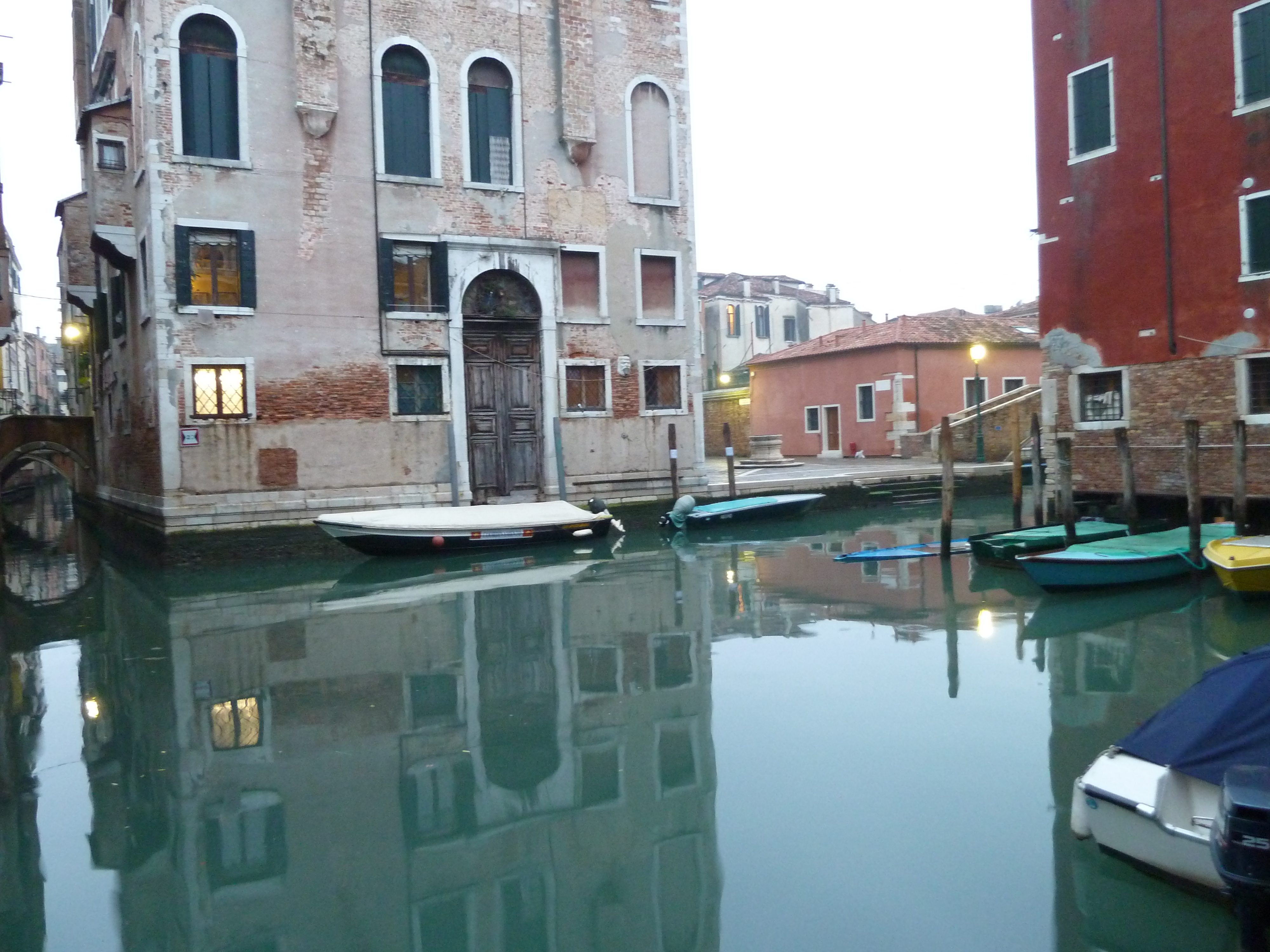
Campo San Boldo

### Música
En abril de 2023 la productora hizo público que Hildur Guðnadóttir compondría la partitura original de la película, reemplazando a Patrick Doyle.  El 15 de septiembre de 2023, Hollywood Records publicó el álbum de la banda sonora de la película.

## Estreno
La película se estrenó en cines en los Estados Unidos y en otros países el 15 de septiembre de 2023.En noviembre de 2023, la película se lanzó en la plataforma de streaming Disney+, junto con las otras dos películas de Poirot protagonizadas por Kenneth Branagh.

## Recepción

### Respuesta de la crítica
En el sitio web agregador de reseñas Rotten Tomatoes, el 79 % de las reseñas de 52 críticos son positivas, con una calificación promedio de 6,5/10. El consenso crítico del sitio web dice: «Un giro más oscuro y espeluznante del Poirot de Branagh, A Haunting in Venice es un bocadillo decente de Halloween cuyo misterio poco exigente se realza con imágenes ingeniosas y un elenco de estrellas». Por su parte el sitio web Metacritic, que utiliza un promedio ponderado, asignó a la película una puntuación de 59 sobre 100, basada en 23 críticas, lo que indica «críticas mixtas o promedio».
Jason Zinoman, que escribe para The New York Times, calificó la película como «una novela policíaca con un toque de horror» y escribió: «En géneros a caballo entre ambos, puede quedarse estancado en el medio. Pero hay diversión allí. Lo que es consistente es las elegantes imágenes (una sorprendente cinematografía de Haris Zambarloukos) que marcan el verdadero género de esta película como un lujoso entretenimiento a la antigua usanza de Hollywood». Justin Chang de Los Angeles Times dijo: «Lo que persiste en esta película no es el habitual conjunto de pistas y pistas falsas [...] sino un aire flotante de dolor, en gran parte arraigado en los turbulentos recuerdos de los personajes de la guerra apenas unos años antes». Ann Hornaday de The Washington Post se hizo eco de un sentimiento similar y describió la película como «de mal humor». Ambos elogiaron la actuación del elenco.
Matt Zoller Seitz elogió el guion, la dirección y el valor de la producción y dijo: «Ya rara vez se hacen películas con este estilo». Añadió que era un «retrato empático de la mentalidad atormentada por la muerte de la gente de la generación de los padres de Branagh». Seitz y el crítico Michael Phillips, que escribe para el The Chicago Tribune, nombraron la película como la mejor de las adaptaciones de Agatha Christie de Branagh.
Algunos críticos señalaron que la película tuvo problemas en el desarrollo de sus personajes. Kristen López, que escribe para TheWrap, considera que casi todos los personajes estaban poco desarrollados debido a la atención prestada al valor de producción, pero elogió las actuaciones destacando a Reilly, Dornan y Yeoh. El principal crítico de cine de The Guardian, Peter Bradshaw, también pensó que la película desperdició su reparto. Le otorgó 2/5 estrellas.
En una crítica negativa, la crítica de cine Caryn James escribió en The Hollywood Reporter que encontró la película «poco atractiva» y dijo: «La nueva película tiene un ritmo mucho más atrevido, con personajes más aburridos». Elogió las actuaciones de Branagh y Cottin y afirmó que muchos actores del elenco estaban «sonámbulos».

### Taquilla
En Estados Unidos y Canadá, se previa que la película iba a recaudar alrededor de 12 000 000 $ en las 3600 salas en que se estrenó en su primer fin de semana. Posteriormente las proyecciones se elevaron a 14 millones de dólares. La película recaudó 1,2 millones en los avances del jueves por la noche, frente a los 1,1 millones que había recaudado Muerte en el Nilo.  Recaudó 6,3 millones de dólares en su segundo fin de semana, quedando en tercer lugar.
En el Reino Unido, se convirtió en la segunda película de terror más taquillera de 2023, recaudando aproximadamente 12,5 millones de dólares.
Hasta el 9 de diciembre de 2023, la película había recaudado 42,47 millones de dólares en Estados Unidos y Canadá y 79,62 millones de dólares en otros territorios, para un total mundial de 122,09 millones.

## Futuras producciones
En octubre de 2024, el productor ejecutivo James Prichard insinuó posibles entregas futuras, afirmando que, al igual que A Haunting in Venice, las películas futuras podrían romper con la norma y agregar otros elementos además de lo sobrenatural. «Si Ken [Branagh] quiere hacer más y Michael [Green] quiere escribir más, sin duda haremos otra. Todavía queda mucho material por hacer, así que no nos vamos a quedar sin inspiración». Ese mismo mes, el jefe de 20th Century Studios, Steve Asbell, confirmó que se adaptarán otras historias de Agatha Christie, entre ellas Diez negritos, Testigo de cargo y una película de Miss Marple.